# جيمس أرمسترونغ ريتشاردسون
جيمس أرمسترونغ ريتشاردسون هو سياسي كندي، ولد في 28 مارس 1922 في وينيبيغ في كندا، وتوفي في 17 مايو 2004. حزبياً، نشط في الحزب الليبرالي الكندي. وقد انتخب عضو مجلس العموم الكندي.